# Mika Someya
Mika Someya, född den 2 juni 1983 i Atibaia, Brasilien, är en japansk softbollspelare.
Hon tog OS-guld vid de olympiska softboll-turneringarna vid olympiska sommarspelen 2008 i Peking.